# Kyjivska (stanice metra v Charkově)
Kyjivska (ukrajinsky Київська) je stanice charkovského metra na Saltivské lince.

## Charakteristika
Stanice je jednolodní a je stylyzována do bývalých městských hradeb.
Stanice má jeden vestibul, ústící do ulice Ševčenka. Vestibul je s nástupištěm propojen schodištěm.